# Har Karkom
Har Karkom (nom hébreu qui signifie « montagne de Safran ») ou anciennement Djebel Ideid (nom arabe qui signifie « montagne des Célébrations » ou « montagne des Multitudes ») est un site archéologique qui fait partie de l'important ensemble des sites du Sinaï. Ce site, qui se trouve dans la partie nord de l'ensemble, comprend une montagne et des vallées. Les sites du Sinaï remontent au Paléolithique et se multiplient pendant la période prédynastique égyptienne. Selon l'inventaire détaillé des sites et des cultes qui s'y déroulent fait par Dominique Valbelle, les sites les plus importants se situent le long du littoral méditerranéen et dans la zone cuprifère des montagnes méridionales : Har Karkom n'est nulle part mentionné (ni le site, ni le culte) dans l'article consacré au Sinaï du Dictionnaire de l'Antiquité.
C'est le paléo-ethnologue italien Emmanuel Anati qui a exploré ce site et l'a fait connaitre du grand public. D'après son analyse, il s'agirait du mont Sinaï mentionné dans la Bible. Le site web officiel du projet Har Karkom présente le travail de terrain, soutient que le site a servi de lieu de culte et donne les raisons pour lesquelles Anati pense qu'il s'agit du mont Sinaï.

## Données archéologiques du travail de terrain
Emmanuel Anati a obtenu une concession de recherche de 200 km2 autour d'Har Karkom et il y a conduit, depuis 1980, quinze campagnes de fouilles.
Sur le plateau (4 × 2,5 km) qui constitue le sommet de la montagne, il trouve des sites paléolithiques, dont le plus ancien date de 40 000 ans, de nombreux silex taillés fabriqués sur place (le silex y est abondant et d'excellente qualité) ainsi que des traces d'habitations (foyers). Par ailleurs, de nombreuses pierres dressées, anthropomorphes ou zoomorphes, dont certaines ont été retouchées, signent une activité plus récente, de l'âge du bronze, de -4000 à -2000. Des pierres sont souvent disposées en cercles et il existe aussi des alignements formant de grands dessins. Anati localise des sanctuaires, une centaine environ, avec de grosses pierres dressées, de l'âge du bronze (-4000 à -2000), le plus ancien datant du Néolithique (-8000). Le site comporte, de plus, de 40 000 gravures rupestres datant de -2500 à -2000.
Dans les vallées environnantes, il localise des traces de campements, ainsi que les traces de 150 villages du Paléolithique supérieur et de 150 villages de l'âge du bronze.
Le site est complètement abandonné pendant toute la période comprise entre -1950 et -1000. Emmanuel Anati attribue ce fait à un changement climatique, une période de grande sècheresse pour toute la région, dont la géologie a conservé des traces ailleurs également (Mer Morte, Sahara). On retrouve une modeste activité à l'Âge du fer (campements de caravanes), puis au Moyen Âge (300 villages agricoles dans les vallées). Ensuite, tout est abandonné.

## Caractère sacré de la montagne
Selon Emmanuel Anati, Har Karkom à l'âge du bronze est une montagne sacrée, un important lieu de culte. L'argument principal qui le conduit à cette conclusion est la coexistence, à la même époque, de lieux d'habitations en bas de la montagne et de sanctuaires sans habitat en haut (alors que le haut a pourtant été habité, antérieurement, au Paléolithique). L'argument repose sur la constatation archéologique que le nombre d'habitations en bas et de lieux de cultes en haut est suffisamment important, selon Anati, pour être significatif.
Néanmoins, les données archéologiques ne permettent pas à Anati de préciser dans les détails, en quoi consisteraient ce ou ces cultes des Bédouins du désert.

## Théorie selon laquelle Har Karkom serait le Mont Sinaï

### Naissance de la théorie d'Anati
C'est en 1985 qu'Emmanuel Anati publie l'hypothèse selon laquelle Har Karkom serait le Mont Sinaï.
L'article Has Mt. Sinaï Been Found? ne parait pas dans une revue professionnelle avec comité de lecture, mais dans une revue se présentant comme ayant pour mission de faire comprendre le monde de la Bible à un large public, par la diffusion des études archéologiques. Aucune revue professionnelle spécialisée (Biblical Archæologist, Near Eastern Archæology, Bulletin of the American Schools of Oriental Research, Levant, Antiquity, Radiocarbon, Science, Jerusalem, Tel Aviv) n'a jamais publié la théorie d'Emmanuel Anati.
Emmanuel Anati est également absent d'un travail collectif sur le thème Bible et Archéologie aujourd'hui, réalisé par des professionnels confrontant leurs travaux, et dont l'ensemble des 27 contributions a été publié dans un livre de 448 pages. Aucune des contributions au livre ne mentionne l'existence de sa théorie ; au contraire les réactions sont très négatives dans les milieux scientifiques et la quasi-totalité des archéologues s'opposent à ses thèses. En revanche le Vatican s'aligne de plus en plus sur celles-ci au point d'envisager l'organisation de pèlerinages catholiques sur le site qui « concurrenceraient » touristiquement le mont Sinaï grec-orthodoxe localisé en Égypte.

### Les principaux arguments présentés par Anati
Dans le rebord rocheux du plateau existe une petite caverne qui a été habitée autour de -2125 (datation au carbone 14, à cinquante ans près, de restes de nourriture). La situation de la grotte, près du sommet, exceptionnelle selon Emmanuel Anati, avec son usage comme habitation, suffit à indiquer qu'il s'agit de la grotte de Moïse.
Cependant, aucune donnée se rattachant au nom même de Moïse n'est mentionnée dans le site web. Les images de la grotte présentées par le site web montrent qu'elle se situe dans les strates rocheuses horizontales qui ceinturent tout le plateau sommital. Or, Anati ne signale pas l'existence de ces strates rocheuses horizontales, configuration géologique que chacun a pu observer dans d'autres endroits, et ne commente pas la possibilité que l'érosion d'une des strates dans de telles configurations donne naissance à des abris naturels.
Dans la vallée se trouve un sanctuaire avec douze grandes pierres dressées (site HK 52, figure 48). Ce nombre douze indique, selon Emmanuel Anati, qu'il s'agit des douze tribus d'Israël et la proximité du sanctuaire avec un site de campement indique, selon lui, qu'il s'agit du lieu à partir duquel Moïse a gravi la montagne. Cependant, le site web montre les images d'autres sanctuaires du Har Karkom, comportant un nombre de grandes pierres dressées différent de douze. Anati n'envisage pas de signification particulière pour ces pierres en nombre différent de douze.
Une gravure (site HK32, figure 152) montre le dessin d'un serpent faisant face à un personnage filiforme muni d'une tête et de deux petites cornes dressées. Emmanuel Anati pense y voir la transformation biblique du bâton en serpent. Ce dessin comporte des idéogrammes (« u », ligne parallèle avec points haut et bas).
Une autre gravure rupestre (site HK126, figure 153) montre le dessin d'une forme qui, selon Emmanuel Anati, ressemble aux Tables de la Loi, avec dix cases organisées selon lui de façon logique en suivant le schéma 2 (Dieu) + 6 (société) + 2 (individu).
Contrairement au précédent, ce dessin ne comporte aucun signe d'écriture ni idéogramme qui indiquerait que ce dessin puisse être en rapport avec un texte. Des dessins comportant des cases sont par ailleurs connus en archéologie : par exemple, le signe-mot du terrain quadrillé est utilisé pour désigner le territoire des nomes égyptiens, avec dix cases lui aussi.
Sur l'ensemble des 4 000 gravures rupestres du site), Emmanuel Anati en met trois seulement en rapport avec la Bible, et ne mentionne aucun rapport avec la Bible pour les autres.
La démarche est complétée par des considérations sur la situation géographique du Mont Sinaï établie d'après les indications de la Bible. Emmanuel Anati note que le même travail a été fait antérieurement par de nombreuses personnes, sans avoir jamais abouti à une conclusion claire. La raison, bien connue, en est la coexistence d'indications contradictoires pour l'itinéraire dans le désert. L'argumentation d'Anati retient certaines données (Goshen, dont l'emplacement précis reste pourtant non identifié : la carte dessinée par Anati ne montre que la région de Goshen) mais en élimine d'autres (notamment Pi-Ramsès et Pithom, qui sont pourtant généralement considérées comme très importantes.

### Si le Mont Sinaï est Har Karkom, il faut chercher Moïse 1000 ans avant les Ramessides
On sait que toute une série de considérations conduisent à chercher les traces éventuelles de Moïse vers -1300 ou -1200, sous les Ramessides. Si l'on considère que le Mont Sinaï est le Har Karkom, il n'est plus possible de chercher Moïse vers -1300 ou -1200, puisque, à cette époque, la montagne sacrée est désertée. Pour cette seule raison, il est impératif, dans la théorie d'Anati et si le récit biblique de l'Exode possède une réalité historique, de le situer environ 1 000 ans plus tôt, vers -2200. Anati montre (cf. ci-dessous) que certaines objections à la réalité historique du récit tombent alors.
Emmanuel Anati le rappelle : l'archéologie a établi qu'aucune conquête de Jéricho, ni d'Aï, ni d'Arad n'a eu lieu au Bronze final :
« Jéricho et Aï ont été florissantes au troisième millénaire avant J.C....//... mais, si l'identification des sites archéologiques est correcte, aucun de ces sites n'existait au XIIIe siècle av. J.-C., ni quelques siècles avant ou après... Lorsque l'archéologie n'a trouvé aucune trace de l'âge du bronze ancien à Jéricho, etc...//... Quand les fouilles ne trouvèrent aucun vestige de l'âge du bronze tardif à Aï, on avança les mêmes explications... Arad était protégée par d'importantes fortifications à l'Âge du bronze ancien, mais la cité n'existait pas à l'Âge du bronze final. »
De même pour Kadesh-Barnéa : l'archéologie a établi que personne n'y a séjourné au Bronze récent, mais qu'une population y vivait au Bronze ancien.
Certaines impossibilités du Bronze récent rappelées ci-dessus (Jéricho, Aï, Arad, Kadesh-Barnéa) tombent effectivement si on place Moïse 1000 ans avant les Ramessides.

### Problèmes posés par la théorie d'Anati
À l'inverse, l'histoire des Hébreux entre Josué et le Livre des Juges se trouvant étirée sur un millénaire, entre le moment de la conquête de Canaan (-2200) et les règnes de David et Salomon (-1000), de multiples impossibilités se dressent. 
- Ce sont les Hyksôs, pas les Hébreux, qui dominent les plaines de Syro-Palestine à l'époque des Hyksôs[19]. Bien que certains points communs entre le séjour des Hyksôs en Égypte et le récit biblique du séjour des Hébreux soient relevés par les archéologues, aucun d'entre eux ne confond les Hyksôs avec les Hébreux. Cependant, dans son livre Contre Apion, l'historien Flavius Josèphe identifie l'Exode d'Israël avec le premier exode mentionné par Manéthon dans lequel 480 000 Hyksôs furent expulsés d'Avaris vers la Palestine[20],[21].
- Ce sont les Égyptiens qui, à partir de Thoutmôsis III[22], imposent leur domination incontestée sur l'ensemble de Canaan[23].
- Les lettres d'Amarna, rédigées sous Akhénaton n'évoquent pas les Hébreux en Canaan[24].
- les premiers Israélites ne s'installent sur les hauts plateaux qu'à partir de -1200, en très petit nombre, ce qui semble incompatible avec une présence des Hébreux en Canaan antérieurement à -1200. Citons parmi d'autres Israël Finkelstein[25],[26],[27],[28],[29],[30],[31].
- Israël Filkenstein souligne que les rédacteurs de l'histoire de l'Exode décrivent – à partir du VIIe siècle ou VIe siècle avant notre ère – une réalité postérieure de plusieurs siècles à que l'on trouve à Har Karkom[9].

### Conclusions d'Anati
Emmanuel Anati ne pense pas avoir résolu le problème de l'historicité de la Bible :
- le fait que la Bible ne fasse aucune allusion aux Hyksôs ni aux événements relatés dans les lettres d'Amarna le conduit à émettre l'hypothèse[32] que la Bible Hébraïque aurait pu comporter un livre, aujourd'hui perdu, entre le livre de Josué et le livre des Juges.
- le fait d'avoir, peut-être, identifié des lieux et acteurs-clés du récit biblique, n'empêche pas une différence sensible entre la chronologie suggérée par la Bible, présentant les évènements comme s'étant produits sur quelques générations humaines, et ses propres conclusions, à savoir que ceux-ci se seraient déroulés sur une période s'étendant de -2200 à -1200. Cette différence ne permettrait donc pas de lui assigner une réalité historique précise. Selon sa formule[33] :

« Le récit biblique de la sortie d'Égypte, la vie nomade dans le désert, la théophanie du Mont Sinaï, le long séjour à Kadesh-Barnéa, la guerre contre le roi d'Arad, la conquête et l'occupation de la Jordanie, l'épopée des batailles de Josué et, ensuite, la pénétration graduelle en Palestine occidentale sont à nos yeux le reflet d'une longue séquence de périodes historiques et archéologiques qui couvrent une durée de plus de 1000 ans, commençant avant -2200 pour se terminer en -1200.. »

## Réception de cette thèse
Emmanuel Anati publie son travail sous forme d'un ouvrage grand format magnifiquement illustré, intitulé The Mountain of God. 
Étant donné qu'aucune publication dans une revue professionnelle à comité de lecture n'est faite, la thèse d'Anati n'entraîne aucune réaction au niveau des revues professionnelles. Les réactions sont, à l'inverse, nombreuses dans les médias.
Le travail d'Anati reçoit les vifs encouragements du Vatican dans l'officiel Osservatore Romano.

On trouvera une étude dans Sciences et Avenir, février 1999. Israël Finkelstein, dans Biblical Archæology Review, publie une analyse du livre avec une conclusion lapidaire : 
« En résumé, on ne trouve pas dans ce livre une once du savoir-faire élémentaire que requiert cette discipline scientifique qu'est l'archéologie. »